# Mondovo Križanje
Mondovo križanje ali Gavarijev oltar je olje na topolovi tabli iz leta 1502–1503, zaradi česar je eno najzgodnejših del italijanskega renesančnega umetnika Rafaela, morda drugo po Baronijevem oltarju okoli 1499–1500. Prvotno je obsegal štiri elemente, od katerih so ohranjeni trije, zdaj pa so vsi ločeni: glavno ploščo Križanega Kristusa z Devico Marijo, svetniki in angeli, ki jo je Ludwig Mond zapustil Narodni galeriji v Londonu, in predelo s tremi ploščami iz katerega je ena plošča izgubljena; dve ohranjeni plošči sta Evzebij iz Cremone, ki obuja tri može od mrtvih s plaščem svetega Hieronima v Museu Nacional de Arte Antiga v Lizboni, in sveti Hieronim, ki rešuje Silvana in kaznuje heretika Sabinijana, v Muzeju umetnosti Severne Karoline.

## Ozadje
To Rafaelovo zgodnje delo je naročil trgovec z volno Domenico Gavari kot oltarno sliko za svojo pogrebno kapelo v južni ladji cerkve San Domenico v Città di Castello v Umbriji, blizu Rafaelovega domačega mesta Urbino. Stranska kapela je bila posvečena [[sveti Hieronim|sv. Hieronimu]g, kjer je ohranjena večina prvotnega kamnitega okvirja slike pietra serena, vključno z vpisano letnico 1503. Gavari je bil sodelavec Andrea Baroncija, za katerega je Rafael že naredil Baroncijev oltar. Gavarijev prvi sin Girolamo (Hieronim) je umrl mlad.

## Glavna plošča
Glavna plošča prikazuje Jezusovo križanje na ozadju hribov na podeželju Umbrije, s pogledom na Città di Castello v daljavi. Jezus je videti miren, tudi ko umira na križu, okronan s trnjem in ogrnjen le v nenavadno rdeč predpasnik. Zgoraj se na nebu skupaj pojavita sonce v zlatih listih in luna v srebrnih listih. Dva angela s plavajočimi oblačili in pomikajočimi se trakovi na pasu, eden lebdi na obeh straneh križa, uporabljata zlate kelihe, podobne obhajilnim posodam, da ujameta kri, ki kaplja iz Jezusovih z žeblji prebodenih rok in brizga iz rane na njegovem boku. Na pravi desni (Jezusovi levi) kleči Marija Magdalena, za njo pa stoji Janez Evangelist. Na pravi levi (Jezusovi desni) stoji za klečečim svetim Hieronimom njegova mati Marija, ki drži kamen, s katerim bi se puščavnik pobožno tolkel po prsih.
Dve klečeči figuri obe spoštljivo gledata na Jezusa na križu, obe stoječi figuri pa vijeta roke in gledata v gledalca. Na plošči na vrhu križa je napis »INRI«, medtem ko je na vznožju križa latinski napis s srebrnimi črkami: RAPHAEL/ VRBIN / AS /.P.[INXIT] (Rafael iz Urbina je to naslikal). Delo je osvetljeno z leve, skladno z osvetlitvijo oltarne slike ob oknih v kapeli.
Glavna plošča meri 283,3 cm × 167,3 cm in je zdaj v okvirju iz 19. stoletja. Geometrična natančnost kompozicije nakazuje, da je bila postavljena z uporabo mreže, z uporabo merila in šestila za kopiranje iz pripravljalnih risb. Risbo klečeče osebe, morda študijo za lik Marije Magdalene, hrani Ashmolov muzej v Oxfordu.
Na sliko je vplival Perugino, ki ga je Rafael poznal, ko je živel v Perugii. Podoben je Peruginovemu Monteripidovem oltarju iz leta 1502, izdelanem v samostanu San Francesco al Monte v Monteripidu blizu Perugie, podoben prizor križanja, ki ima dva podobna angela s trakovi, ki zajemajo Jezusovo kri, je kelih, ki ga spremljajo štiri figure, dve stoječi in dva klečeča, vključno z Devico Marijo, Janezom Evangelistom in Marijo Magdaleno, toda četrti je Frančišek Asiški in ne sveti Hieronim. V Mondovem križanju je Rafael uporabil Peruginovo tehniko navzkrižno šrafiranih senc, uporabil pa je tudi svoje prste, da je ponekod razmazal in zmehčal mokro barvo, tako da je pustil nekaj zaznavnih prstnih odtisov. Giorgio Vasari je pozneje slavno komentiral, da nihče ne bi verjel, da jo je naslikal Rafael in ne Perugino, če je ne bi podpisal.

## Predela
Dve ohranjeni tabli predele merita vsaka približno 26 cm × 43 cm in prikazujeta čudeže iz življenjske zgodbe svetega Hieronima iz Hierominianuma Giovannija d'Andrea. Sveti Hieronim je živel v poznem 4. in zgodnjem 5. stoletju našega štetja, zato ni mogel prisostvovati križanju, vendar je tukaj prikazan kot zavetnik kapele.
Ena od ohranjenih tabel predele je od leta 1866 v Museu Nacional de Arte Antiga v Lizboni. Prikazuje Evzebija iz Cremone, kako obuja tri može iz mrtvih s plaščem svetega Hieronima proti Origenovim naukom.
Druga ohranjena tabla predele je v Muzeju umetnosti Severne Karoline v Raleighu v Severni Karolini. Upodablja svetega Hieronima, kako reši Silvana in kaznuje heretika Sabinijana. Sveti Hieronim zadržuje roko krvnika, ki je bil pripravljen obglaviti škofa Silvana, namesto njega pa je bil čudežno obglavljen krivoverec Sabinijan.
- Evzebij iz Cremone obuja tri može iz mrtvih s plaščem svetega Hieronima, Museu Nacional de Arte Antiga, Lizbona
- Sveti Hieronim rešil Silvana in kaznoval heretika Sabinijana, Muzej umetnosti Severne Karoline, Raleigh, Severna Karolina

## Izvor
Glavno tablo je leta 1808 kupil kardinal Fesch za 2500 scudijev in jo v kapeli nadomestil s kopijo. Ob prodaji Fescha leta 1845 je bila prodana Principe di Canino in jo je hitro kupil Lord Ward (kasneje grof Dudley). Nato je bila v več angleških zbirkah in nazadnje jo je leta 1892 pridobil Ludwig Mond, po čigar smrti leta 1909jo je leta 1924 pridobila Narodna galerija.
Zdi se, da so bile table predele odstranjene v 17. stoletju in podarjene gostujočemu kardinalu. Tabla v Severni Karolini je bil prej v zbirki sira Francisa Cooka v Doughty House v Richmondu v Londonu.

## Materiali za slikanje
Glavno tablo so analizirali v Narodni galeriji v Londonu in identificirali tipične pigmente renesančnega obdobja. Križanje je naslikal med drugimi pigmenti z naravnim ultramarinom, svinčeno-kositrno rumeno, zelenim, cinobrom in okrom.